# Ahorn (bei Coburg)
Ahorn (bei Coburg) este o comună din districtul Coburg, landul Bavaria, Germania.